# Domingo de Céspedes
Domingo de Céspedes, natural de Toledo, fue un arquitecto y herrero catalogado —junto con Francisco de Villalpando— como los más ilustres de la península ibérica durante el siglo  XVI. Domingo era conocido como el «maestre Domingo», nombre con el que firmaba todos sus trabajos. Fue uno de los elegidos por el capítulo de la catedral de Toledo a los que se les solicitó la presentación de diseños para la realización de las rejas de la Capilla Mayor y del coro  para el mencionado templo. Domingo presentó, aparte de los planos, su modelo tallado en madera, siendo contratado para la reja del coro, mientras que Villalpando lo fue para la reja de la Capilla Mayor.
La reja del coro se realizó entre los años 1541 y 1548. Domingo tuvo como ayudante a su yerno Fernando Bravo, también de Toledo. En la parte superior de la reja hay un friso que contiene medallones que se alternan con un pequeño balaustre, en el centro de la crestería está el escudo del cardenal Silíceo. La reja fue plateada al fuego.
Para esta catedral, Domingo ya había realizado las rejas para la Capilla de los Reyes Viejos del 1529 con adornos elaborados minuciosamente y rematada en lo más alto con el escudo del cardenal Fonseca. También es de su autoría la reja de la Capilla Bautismal, en la que estuvo trabajando durante los años 1522 al 1524. Para la Capilla de los Reyes Nuevos se le encargaron dos, una para cerrar entrada y otra para el centro de la capilla: estas fueron hechas en 1533.